# Hermanis Albats
Hermanis Albats (ur. 24 sierpnia 1879 w Wałku, zm. 9 lutego 1942 koło Wiatki) – łotewski prawnik, publicysta i działacz społeczny, dyplomata i polityk, p.o. ministra spraw zagranicznych (1925–1926), poseł Łotwy w Watykanie (1925–1940). 

## Życiorys
W 1898 ukończył seminarium nauczycielskie w Wałku, po czym do 1904 pracował jako nauczyciel w Rydze. Angażował się w działalność publicystyczną w łotewskich wydawnictwach i prasie narodowej. W 1911 ukończył prawo na Uniwersytecie Moskiewskim. 
W czasie I wojny światowej przebywał w Rosji. Po powrocie na Łotwę rozpoczął pracę w resorcie spraw zagranicznych jako szef działu konsularnego i prawnego. W latach 1923–1933 był sekretarzem generalnym w MSZ. Od 23 grudnia 1925 do 4 maja 1926 pełnił obowiązki ministra spraw zagranicznych Łotwy. 
Od 1925 do 1940 reprezentował kraj przy Stolicy Apostolskiej jako poseł. Od lipca 1940 pracował na Uniwersytecie Łotwy w Rydze, jednak na jesieni został zwolniony. Aresztowany przez NKWD i wywieziony w głąb Rosji, zmarł z wycieńczenia.
Został odznaczony m.in. estońskim Orderem Krzyża Orła I i II klasy (1932 i 1931) oraz portugalskim Krzyżem Wielkim Orderu Chrystusa (1931). 